# 山口仁
山口 仁（やまぐち ひとし、1957年10月15日 - ）は、日本の俳優。東京都出身。
身長186cm、体重74kg。特技：ダイビング、スカイダイビング、パラグライダー、スキー、スノーボード、カヌー、パソコン。

## 概要
主にヤクザ映画（オリジナルビデオ）での脇役としての出演が多いが、独特の低い声とがっしりとした体格によりファンも多い。かつては竹内力の芸能事務所、RIKIプロジェクトに所属していた。
かつてはジャパンアクションクラブに所属し、仮面ライダーシリーズ、スーパー戦隊シリーズ、宇宙刑事シリーズなどにスーツアクターとして出演している。

## 出演

### 映画
- 斬り込み（1995年） - 藤川正明（藤川木材社長、長屋の地主）
- 制覇（1999年） - 都城組幹部 東海林
- 鉄・平成侠客伝（1999年） - 穴井良男
- チャカ2（1999年） - 山岸
- 借王7 THE MOVIE 2000（2000年） - 商工ローン「スピーディー商事」坂上
- 実録・安藤組外伝 地獄道（2001年）
- 修羅の群れ（2002年） - 関山組若頭 山形正造
- 荒ぶる魂たち（2002年） - 子安
- IZO（2004年） - 門番一
- ドッグファイター ごろつき刑事（2004年）
- Seven Yakuza - 小野正雄

### テレビドラマ
- 宇宙刑事ギャバン（スーツアクターとしてギャバンを演じた[1]）
- 太陽戦隊サンバルカン（1981年、モンガー[2]、イナズマギンガー（初期）[2]）
- 10号誕生!仮面ライダー全員集合!! - タイガーロイド[3]（※ノンクレジット）
- 男女7人秋物語（1987年）
- 花ふぶき女スリ三姉妹（1988年）
- イケイケ!ラブアタック任侠（1990年）
- 土曜ワイド劇場
  - 京都殺人案内17（1991年）
  - 探偵事務所（1994年）
- 幕府お耳役檜十三郎 第6話「大名馬鹿・罠にかかった六万石」（1991年5月12日、TX / 松竹）
- 外科病棟 女医の事件ファイル（1991年）
- 代表取締役刑事（1991年、テレビ朝日） - 城戸卓也
- もっともあぶない夫婦（1991年10月 - 12月、CBC）
- 世にも奇妙な物語 『ハネムーン』 (1991年、フジテレビ)
- 火曜サスペンス劇場（NTV）
  - 「松本清張作家活動40年記念 たづたづし」（1992年1月7日） - 平井順
  - 「六月の花嫁 偽りのハネムーン」（1992年6月）
  - 「下町葬儀屋事件簿」（1995年4月） - 小暮純一
- 必殺仕事人・激突! 第13話「夢次、見合いする!?」（1992年1月21日、朝日放送 / 松竹） - 緒方市之丞
- 占う女（1992年）
- 豆腐屋直次郎の裏の顔 第2話「美人が隠した二億四千万」（1992年7月14日、朝日放送 / アズバーズ） - 伊丹譲次
- はぐれ刑事純情派（1992年、テレビ朝日） ‐ 森川弘次
- 白の条件（1994年）
- スチュワーデスの恋人（1994年）
- 愛の劇場（TBS系）
  - ぽっかぽか1（1994年） - 鶴見修一
  - ぽっかぽか2（1995年）
  - ぽっかぽか3（1996年）
  - はれ時々くもり（1999年） - 岩永健介
- 福井さんちの遺産相続（1994年）
- HOTEL（TBS / 近藤照男プロダクション）
  - 第3シリーズ 第18話「彼に似たお化け?」（1994年） - 功
  - 第4シリーズ 第3話「歓迎ホームレス様」（1995年） - 細川
- 金曜エンタテイメント「松本清張三回忌特別企画・草の陰刻」（1994年8月5日、CX / レオナ）
- 刑事追う!（1996年）
- もう大人なんだから（1996年）
- オンリー・ユー〜愛されて〜（1996年）
- 花村大介（2000年）
- ルーキー!（2001年）
- 愛のソレア（2004年）

他多数

### Vシネマ
- バカヤロー!V2 私、問題です 第3話「食べたい私を食べたいアナタ」（1994年）
- ばっくれ（1995年）
- 歪んだ欲望（1996年）
- フェラーリ 最高速バトル 1,2（1996年）
- ドーベルマン刑事（1996年）
- 実録・新宿の顔 新宿愚連隊物語1・2（1997年） - 水田一誠
- 修羅がゆく8 首都血戦（1998年） - 北川高次
- 現金狩り最終出口（1999年）
- 仁義 JINGI シリーズ（1999年 - 2004年）
  - 仁義19 殺しの軍団（1999年） - 竜野組 国友
  - 仁義25 流血の掟（2000年） - 雨宮組 阿部
  - 仁義29 極道死体強奪（2001年） - 笠原
  - 仁義34 殺しの報酬（2003年3月） - 天馬組 黒木
  - 仁義37 報復の掟（2003年12月） - 大木
  - 仁義40 報復の銃弾（2004年） - 鷲山組 脇坂
- 熱血!二代目商店街 爆裂編（2000年）
- 傷だらけの仁義（2000年） - 藤堂組若頭補佐 花岡光
- 首領への道11・12（2000年） - 二代目三田村組組長 峰岸岩男
- 極悪・人間魚雷ブルース（2001年） - クドウセンジ（如月烈次と山本千春の兄貴分）
- 悲しきヒットマン 蒼き狼（2001年） - 龍神会若頭 サエキ
- 難波金融伝 ミナミの帝王18（2001年）
- 全国制覇テキ屋魂（2001年）
- 実録・安藤昇侠道伝 烈火（2002年）
- 実録・瀬戸内やくざ戦争 伊予路水滸伝（2003年） - 剛誠会山浦組常任参与 佐灘弘吉
- 許されざる者（2003年）
- 民事介入暴力 非合法領域2（2003年） - 小池弁護士事務所 所長 小池（弁護士）
- 無間地獄 凶悪金融道（2003年）
- 実録・名古屋やくざ戦争 統一への道（2004年） - 三代目山王会城田組佐崎組若頭 山上政夫
- ムラマサ（2004年）
- 修羅外道 本家襲撃（2005年） - 時定一家代貸 佐久間正一
- 侠鬼（2006年） - 安西
- 実録・九州やくざ抗争史 小倉戦争（2007年）全2作 - 江藤会木下組組員 山下（江藤会田中組幹部永田正人の兄貴分）
- 極道の門 第八部（2020年） - 初代築港大浜組幹部 但馬真悟
- 極道の紋章レジェンド1,2,3,4,5,6（2021年） - 弘和会若頭補佐 梶山組組長 梶山淳平

### 舞台
- 七慟伽藍 其の二十（2019年6月29日・30日、横浜市情報文化センター6階　情文ホール） - 武田信玄（※特別出演）
- 高島嘉右衛門列伝 朗読劇「横濱之龍神」（2021年10月、横浜・関内ホール）
- 高島嘉右衛門列伝2 朗読劇 ～横濱之龍神～ 見龍編 (2022年1月、横浜・関内ホール)
- 七慟伽藍 其ノ三十（2023年5月20日、横浜・関内ホール）

### ラジオ
- 山口仁、武蔵拳の人生大学（2021年6月11日 - 、鳥越アズーリFM）毎週金曜18：00-19：00